# Agencia Internacional de las Energías Renovables
La Agencia Internacional de las Energías Renovables (IRENA, en inglés) es una organización intergubernamental con sede en la ciudad de Masdar (Abu Dabi) cuyo mandato es facilitar la cooperación, promover el conocimiento, la adopción y el uso sostenible de las energías renovables. Su objetivo es proporcionar asesoramiento sobre políticas concretas y facilitar la capacidad y la transferencia de tecnología. 
Es la primera organización internacional que se centra exclusivamente en las energías renovables, abordando las necesidades de los países industrializados y en desarrollo. Se formó el 26 de enero de 2009 con el acuerdo de 75 países, mediante la firma de la Carta de IRENA. Su estatuto entró en vigor el 8 de julio de 2010, fecha desde la cual está plenamente operativa. Su presupuesto anual inicial en 2011 fue de 25 millones dólares estadounidenses.
A 2020, IRENA tiene 162 miembros. Actualmente el director general de IRENA es el italiano Francesco La Camera. IRENA es un observador oficial de las Naciones Unidas.

## Historia
Las primeras sugerencias para una agencia internacional renovable se basan en las actividades del Informe Brandt de 1980. Las ONG y los grupos de presión de la industria como Eurosolar, el Consejo Mundial de Energías Renovables (WCRE) y la Asociación Mundial de Energía Eólica han promovido IRENA desde hace varias décadas. En 1990, el gobierno austriaco de Franz Vranitzky sugirió una agencia de renovables a la ONU. Uno de los impulsores fue Hermann Scheer, un político  alemán que actuaba como presidente de Eurosolar y presidente de WCRE.
Desde 1981, se llevaron a cabo varias reuniones para discutir la formación de IRENA. La Conferencia Preparatoria para la fundación de IRENA se celebró los días 10 y 11 de abril de 2008 con 54 países participantes. Aquí, los representantes gubernamentales discutieron los objetivos, actividades, finanzas y estructura organizativa de IRENA. Los participantes expresaron la necesidad de iniciar una rápida transición hacia una economía de energías renovables más segura y sostenible con la asistencia de un organismo internacional.
La Conferencia de Fundación de la Agencia Internacional de Energía Renovable se celebró en Bonn, Alemania, el 26 de enero de 2009. 75 países firmaron el estatuto de la Agencia. El estatuto entró en vigor el 8 de julio de 2010, 30 días después de que el vigésimo quinto país depositara su instrumento de ratificación. La Conferencia de Fundación estableció la Comisión Preparatoria de IRENA, que está integrada por todos los estados signatarios.[cita requerida]
Durante la primera sesión de la Comisión Preparatoria en Bonn el 27 de enero de 2009, los países signatarios adoptaron criterios y procedimientos para seleccionar al Director General Interino de IRENA y su sede interina. Se creó un Comité Administrativo para ayudar a la comisión a preparar su segundo período de sesiones. El Comité Administrativo preparó proyectos de propuestas para un programa de trabajo y presupuesto provisionales, así como para el estatuto provisional del personal y el reglamento financiero intermedio. Las candidaturas para el cargo de Director General interino y la sede interina se presentaron antes del 30 de abril de 2009.
La segunda sesión de la Comisión Preparatoria se reunió en Sharm el-Sheikh, Egipto, del 29 al 30 de junio de 2009, para elegir al Director General Interino y decidir la ubicación de la sede interina de IRENA. Se decidió que la sede provisional se ubicara en Abu Dhabi, Emiratos Árabes Unidos. Los EAU se convirtieron así en el primer país en desarrollo en albergar una importante organización internacional. Además, se ubicará un centro de innovación y tecnología en Bonn, y se ubicará en Viena una oficina dedicada al enlace con las Naciones Unidas y otras instituciones internacionales. Hélène Pelosse fue elegida directora general interina. El segundo período de sesiones de la Comisión Preparatoria también aprobó un programa de trabajo y un presupuesto provisionales, así como un estatuto provisional del personal y un reglamento financiero provisional.
El 15 de junio de 2010, en su evento anual, la Asociación Mundial de Energía Eólica entregó su Premio Mundial de Energía Eólica 2010 a los Estados miembros fundadores de IRENA. Al entregar el premio, la Asociación afirmó:

La creación de IRENA puede verse como la decisión más importante jamás tomada a nivel mundial a favor de las energías renovables. La fundación de IRENA envió una señal muy fuerte a la comunidad mundial de que la energía renovable tendrá que jugar y jugará un papel clave en el futuro suministro de energía en todo el mundo. Con el premio, la Asociación Mundial de Energía Eólica también quisiera indicar que está comprometida a trabajar en estrecha colaboración con IRENA y continuará brindando todo su apoyo.

El cuarto período de sesiones de la Comisión Preparatoria, del 24 al 25 de octubre de 2010 en Abu Dhabi, nombró al representante de Kenia Adnan Amin, Director General Interino Adjunto, para que desempeñara las funciones de Director General Interino tras la dimisión de Hélène Pelosse. El 4 de abril de 2011, Adnan Amin prestó juramento como primer Director General.
La agencia ha organizado una serie de eventos que reúnen a los Estados miembros para interactuar sobre formas y medios de promover la energía renovable, y ha llevado a cabo importantes investigaciones y desarrollos de soluciones viables para el futuro. El 8 de septiembre de 2014, IRENA publicó un destacado informe sobre sus trabajos titulado REpensar la energía, que fomentaba "una adopción más rápida de tecnologías de energía renovable", como "la ruta más factible para reducir las emisiones de carbono y evitar un cambio climático catastrófico". El estudio se propuso medir el sector energético global y establecer cómo los avances tecnológicos, el crecimiento económico y el cambio climático lo están transformando. "Una convergencia de fuerzas sociales, económicas y ambientales está transformando el sistema energético global tal como lo conocemos. Pero si continuamos por el camino en el que estamos actualmente y alimentamos nuestras economías en crecimiento con formas anticuadas de pensar y actuar, no podremos evitar los impactos más graves del cambio climático ", dijo el director general Amin en una función para dar a conocer el informe.
La Novena Reunión del Consejo de la Agencia Internacional de Energía Renovable se celebró del 10 al 11 de junio de 2015 en Abu Dhabi.

## Objetivos
IRENA aspira a convertirse en la principal fuerza impulsora en la promoción de una transición hacia el uso de energías renovables a escala global:

Actuando como la voz mundial de las energías renovables, IRENA brindará asesoramiento práctico y apoyo tanto a los países industrializados como a los países en desarrollo, los ayudará a mejorar sus marcos regulatorios y a desarrollar capacidades. La agencia facilitará el acceso a toda la información relevante, incluidos datos fiables sobre el potencial de la energía renovable, las mejores prácticas, los mecanismos financieros eficaces y la experiencia tecnológica de vanguardia.

IRENA brinda asesoramiento y apoyo a los gobiernos sobre políticas de energía renovable, desarrollo de capacidades y transferencia de tecnología. IRENA trabaja en coordinación con las organizaciones de energía renovable existentes, como REN21.

## Estados miembro
El estatuto para obtener la membresía de IRENA requiere que un estado sea miembro de las Naciones Unidas y de organizaciones regionales de integración económica intergubernamental. Los estados que adquieren la membresía de IRENA deben respetar el estatuto de la organización lo mejor que se pueda.
A 2022, IRENA tiene 168 miembros y 16 países en proceso de adhesión.

## Estructura institucional

### La Asamblea
Esta asamblea es el principal órgano de gobierno institucional de IRENA, que incluye un delegado de cada estado miembro. La asamblea se reúne una vez al año para discutir toda la gestión de IRENA, incluidos aspectos como el presupuesto, las solicitudes de membresía y los objetivos anuales. La Décima Asamblea tuvo lugar del 11 y 12 de enero de 2020.

### El Consejo
El Consejo de IRENA está compuesto por 21 funcionarios electos de los Estados miembros, cada uno de los cuales sirve por períodos de dos años y debe responder ante la asamblea. Los miembros del consejo rotan entre los estados para asegurar una representación eficiente y justa de varios tamaños de países miembros, ubicación geográfica, tasas de desarrollo y preocupaciones particulares. El consejo se ocupa directamente de los asuntos de IRENA relacionados con la elaboración de presupuestos y los informes anuales.

### La Secretaría
Esta es la rama ejecutiva de IRENA y está compuesta por el director general y su personal. La secretaría actúa como supervisión del consejo y la asamblea y ofrece apoyo técnico a estos órganos rectores.